# Khoratpithecus
O Khorapithecus é um gênero extinto de primatas que viveram durante o final do Mioceno (9-7 milhões de anos atrás) no Sudeste da Ásia. Há três espécies que pertencem a este gênero:
- Khoratpithecus chiangmuanensis (Chaimanee, Jolly, Benammi, Tafforeau, Duzer, Moussa & Jaeger, 2003) (anteriormente chamado Lufengpithecus ' chiangmuanensis ')
- Khoratpithecus piriyai Chaimanee, Suteethorn, Jintasakul, Vidthayanon, Marandat & Jaeger, 2004
- Khoratpithecus ayeyarwadyensis Jaeger, Soe, Chavasseau, Coster, Emonet, Guy, Lebrun, Maung, Shwe, Tun, Oo, Rugbumrung, Bocherens, Benammi, Chaivanich, Tafforeau & Chaimanee, 2011